# 英雄模范勋章
- 關於中国人民解放军自建军以来实施的军事荣誉制度，請見「荣誉称号 (中国人民解放军)」。
- 關於1979年－2011年期间中华人民共和国武装力量在授予荣誉称号时同时颁发的奖章，請見「英雄模范奖章」。
- 關於2018年起中央军委在授予荣誉称号时同时颁发的奖章，請見「英模奖章」。

英雄模范勋章是中华人民共和国政府授予军人的一种勋章，曾是中国军事荣誉制度中的第二级。授予的对象是中国人民解放军、中国人民武装警察部队的军人和文职人员。英雄模范勋章与荣誉称号同时授予。
英雄模范勋章分为两个等级，即一级英雄模范勋章和二级英雄模范勋章。一级英雄模范勋章由中央军事委员会决定，中央军事委员会主席授予。二级英雄模范勋章由军区以及其他相当等级的单位决定，军种或战区司令员、政治委员授予。
2018年，根据新修订的《中国人民解放军纪律条令》，将一级英雄模范勋章改为英模奖章，同时废止了二级英雄模范勋章、大军区（战区）级荣誉称号。

## 外观
英雄模范勋章章体为五边形，中央图案为红旗及金色中国人民解放军军徽。
英雄模范勋章的略章为红底镶嵌装饰有金属松树树枝的五角星图案，其中一级勋章勋略的松枝及五角星为金色，二级勋章为银色。
|                       |                       |
| 一级英雄模范勋章/略章 | 二级英雄模范勋章/略章 |

## 授予
英雄模范勋章是中华人民共和国中央军事委员会根据2010年5月4日修订的《中国人民解放军纪律条令》第十五条规定设立、并于2011年8月1日起启用的勋章。其前身为1979年设立的“英雄模范奖章”。授予的勋章，按获得荣誉称号的级别不同，分为两个等级：
1. 由中央军事委员会批准的，授予一级英雄模范勋章。
2. 由军区以及其他相当等级的单位批准的，授予二级英雄模范勋章。

|                                        | 对获得荣誉称号奖励的个人，由军区以及其他相当等级的单位批准的，授予二级英雄模范勋章；由中央军事委员会批准的，授予一级英雄模范勋章。 |
| ——《中国人民解放军纪律条令》第五十五条 | |

|                                        | 个人遵守纪律，在作战或者其他方面，功绩卓著，有特殊贡献，在军区以及其他相当等级的单位、全军、全国有重大影响和推动作用，堪称楷模的，可以授予荣誉称号。 |
| ——《中国人民解放军纪律条令》第四十二条 | |

|                                        | 营级以上军官及士兵荣誉称号的批准权限可由大军区批准，而团级以上军官荣誉称号的批准权限必须由中央军委批准。 |
| ——《中国人民解放军纪律条令》第五十五条 | |

## 取消
2018年4月，中华人民共和国中央军事委员会发布新修订的《中国人民解放军纪律条令（试行）》。该条令第八十三条第二款规定：“荣誉称号由中央军委决定，中央军委主席向个人颁授英模奖章和证书、向单位颁授奖旗。一般在每年建军节前夕举行颁授仪式，也可以视情及时授予。荣誉称号的名称，根据授予对象的事迹特点确定。”。
这意味着自2018年5月1日该条令正式生效起，取消了大军区（战区）级单位的荣誉称号授予权，将荣誉称号授予权收回至中央军委。同时将颁发了8年的“英雄模范勋章”调整为“英模奖章”。“英雄模范勋章”走进历史。

## 名单

### 一级英雄模范勋章
2011年至2018年，共有14人获得一级英雄模范勋章，其中将军2人，校尉级军官9人，文职干部3人，士兵1人。14人中，4人为追授。
| 序号 | 姓名   | 所在大单位     | 获勋时职务、职称、军衔                                                  | 获勋时间   | 授勋人 | 所获荣誉称号               | 备注                           |
| ---- | ------ | -------------- | ----------------------------------------------------------------------- | ---------- | ------ | -------------------------- | ------------------------------ |
| 1    | 徐建平 | 空军           | 航空兵某师装备部原副部长 专业技术大校                                   | 2011年12月 | 胡锦涛 | 模范机务干部               | 追授                           |
| 2    | 何敏   | 兰州军区       | 解放军第四医院外科副主任、副主任医师                                    | 2011年12月 | 胡锦涛 | 高原模范军医               | 文职干部                       |
| 3    | 严高鸿 | 总政治部       | 南京政治学院科研部学报编辑部原主编、教授                                | 2012年5月  | 胡锦涛 | 模范理论工作者             | 文职干部、追授                 |
| 4    | 刘旺   | 总装备部       | 解放军航天员大队航天员 大校                                             | 2012年10月 | 胡锦涛 | 英雄航天员                 | 神舟九号                       |
| 5    | 刘洋   | 总装备部       | 解放军航天员大队航天员 少校                                             | 2012年10月 | 胡锦涛 | 英雄航天员                 | 神舟九号                       |
| 6    | 林俊德 | 总装备部       | 总装备部第21试验训练基地（新疆马兰核试验基地）原研究员 专业技术少将     | 2013年1月  | 习近平 | 献身国防科技事业杰出科学家 | 追授                           |
| 7    | 张晓光 | 总装备部       | 解放军航天员大队航天员 大校                                             | 2013年7月  | 习近平 | 英雄航天员                 | 神舟十号                       |
| 8    | 王亚平 | 总装备部       | 解放军航天员大队航天员 少校                                             | 2013年7月  | 习近平 | 英雄航天员                 | 神舟十号                       |
| 9    | 贾元友 | 北京军区       | 陆军第38集团军某机械化步兵团坦克6连3排班长 四级军士长                   | 2013年8月  | 习近平 | 铁甲精兵                   |                                |
| 10   | 李素芝 | 成都军区       | 西藏自治区政协副主席、西藏军区副司令员兼西藏军区总医院院长 专业技术少将 | 2013年8月  | 习近平 | 雪域高原好军医             |                                |
| 11   | 戴明盟 | 海军           | 海军某舰载航空兵部队副部队长 海军大校                                   | 2014年8月  | 习近平 | 航母战斗机英雄试飞员       | 驾驶歼15战斗机在辽宁舰首次起降 |
| 12   | 谭清泉 | 第二炮兵       | 96315部队42分队高级工程师 专业技术大校                                  | 2015年8月  | 习近平 | 砺剑先锋                   |                                |
| 13   | 张超   | 海军           | 海军某舰载航空兵部队飞行员 海军少校                                     | 2016年11月 | 习近平 | 逐梦海天的强军先锋         | 追授                           |
| 14   | 陈冬   | 军委装备发展部 | 解放军航天员大队航天员 上校                                             | 2016年12月 | 习近平 | 英雄航天员                 | 神舟十一号                     |

### 二级英雄模范勋章
获得二级英雄模范勋章的个人并非全部在公开媒体上报道，故本列表为不完全列表，亟待补充。
| 姓名   | 所在大单位   | 获勋时职务、职称、军衔                              | 获勋时间   | 授勋人                                                       | 所获荣誉称号             | 备注 |
| ------ | ------------ | --------------------------------------------------- | ---------- | ------------------------------------------------------------ | ------------------------ | ---- |
| 李晓钰 | 南京军区     | 某装甲团坦克四连政治指导员 上尉                     | 2011年9月  | 南京军区司令员 赵克石 南京军区政治委员 陈国令                | 新时期模范基层党支部书记 |      |
| 邰忠利 | 沈阳军区     | 黑龙江省军区边防某团三连士官 一级士官               | 2011年10月 | 沈阳军区司令员 张又侠 沈阳军区政治委员 黄献中                | 献身使命的模范士官       | 追授 |
| 沈星   | 第二炮兵部队 | 第二炮兵工程大学士官职业技术教育学院副营职参谋 上尉 | 2012年6月  | 第二炮兵司令员 靖志远 第二炮兵政治委员 张海阳                | 热爱人民好军官           | 追授 |
| 谢国江 | 济南军区     | 济南军区某综合训练基地政治部宣传保卫科科长 少校     | 2012年7月  | 济南军区司令员 范长龙 济南军区政治委员 杜恒岩                | 爱民模范                 |      |
| 刘珪   | 广州军区     | 广州军区某旅作战二营一连连长 上尉                   | 2012年10月 | 广州军区司令员 徐粉林 广州军区政治委员 魏亮                  | 矢志打赢模范连长         |      |
| 蒋佳冀 | 空军         | 成都军区空军航空兵某团飞行一大队大队长 空军中校     | 2012年     | 空军司令员 马晓天 空军政治委员 田修思                        | 矢志打赢的模范飞行员     |      |
| 郑益龙 | 武警         | 武警广东总队广州市支队四大队副政治教导员 武警上尉   | 2013年3月  | 武警司令员 王建平 武警第一政治委员郭声琨 武警政治委员 许耀元 | 为民献身的忠诚卫士       | 追授 |
| 高铁成 | 北京军区     | 北京卫戍区某特警团纠察连班长 中士                   | 2013年4月  | 北京军区司令员 张仕波 北京军区政治委员 刘福连                | 忠诚勇敢的警卫战士       |      |
| 宋永科 | 武警         | 武警交通第一总队三支队六中队工程师 武警专业技术少校 | 2013年5月  | 武警司令员 王建平 武警第一政治委员郭声琨 武警政治委员 许耀元 | 芦山抗震抢险勇士         |      |
| 邱兴和 | 广州军区     | 广州军区警卫营二连一班班长、代理排长 中士           | 2013年9月  | 广州军区司令员 徐粉林 广州军区政治委员 魏亮                  | 舍身为民模范班长         | 追授 |
| 席涛   | 兰州军区     | 新疆军区摩托化步兵第8师第24团二连政治指导员 上尉    | 2013年10月 | 兰州军区司令员 刘粤军 兰州军区政治委员 李长才                | 新时期模范指导员         |      |
| 陈洲贵 | 公安现役部队 | 武警学院边防系学员十三队学员                        | 2013年10月 | 公安部部长 郭声琨                                            | 为民献身的模范学员       |      |
| 王忠心 | 第二炮兵部队 | 96213部队技术营测试一连控制技师 一级军士长          | 2015年3月  | 二炮部队司令员 魏凤和 二炮部队政治委员 王家胜                | 践行强军目标模范士官     |      |
| 李波   | 武警         | 武警新疆总队七支队一大队二中队士官 武警下士         | 2015年7月  | 武警司令员 王宁 武警第一政治委员郭声琨 武警政治委员 孙思敬   | 反恐勇士                 |      |
| 梅雄   | 海军         | 海军某发信台士官 四级军士长                         | 2015年9月  | 海军司令员 吴胜利 海军政治委员 苗华                          | 舍己救人爱民模范         | 追授 |
| 张楠   | 武警         | 武警山东总队临沂支队直属大队一中队班长 武警上士     | 2015年11月 | 武警司令员 王宁 武警第一政治委员郭声琨 武警政治委员 孙思敬   | 献身使命的忠诚卫士       | 追授 |
| 吴建   | 陆军         | 特种作战第76旅特战一营三连连长 上尉                 | 2017年10月 | 陆军司令员 韩卫国 陆军政治委员 刘雷                          | 献身强军实践的模范连长   | 追授 |